# Собор Святого Людовика (Пловдив)
Собор Святого Людовика (болг. Катедрален храм "Свети Лудвиг") — католический собор в городе Пловдив, Болгария. Кафедральный собор епархии Софии — Пловдива, памятник архитектуры в необарочном стиле.
Строительство собора началось в 1858 году и закончилось тремя годами позже. Епископ Андреа Канова 25 марта 1861 года освятил храм во имя святого Людовика Французского. В 1898 году была построена колокольня, на которой были размещены пять колоколов, отлитых в Бохуме, Германия — подарок от папы Льва XIII.
Храм сильно пострадал от пожара в 1931 году, после реставрации был повторно освящён в 1932 году. В соборе похоронено несколько пловдивских епископов, а также Мария Луиза Бурбон-Пармская, жена царя Фердинанда I. Мраморный саркофаг Марии Луизы — работа итальянского скульптора Томазо Джентиле, на нём высечены её последние слова Фердинанду: «Я умираю, но с неба будет наблюдать за вами, нашими детьми и Болгарией».
Собор Святого Людовика — самый крупный католический храм Болгарии, вмещающий до 600 человек. Изначальный интерьер храма погиб в пожаре 1931 года, современный интерьер был создан в 30-е годы XX века. В 2002 году храм посещал папа Иоанн Павел II во время своего визита в Болгарию

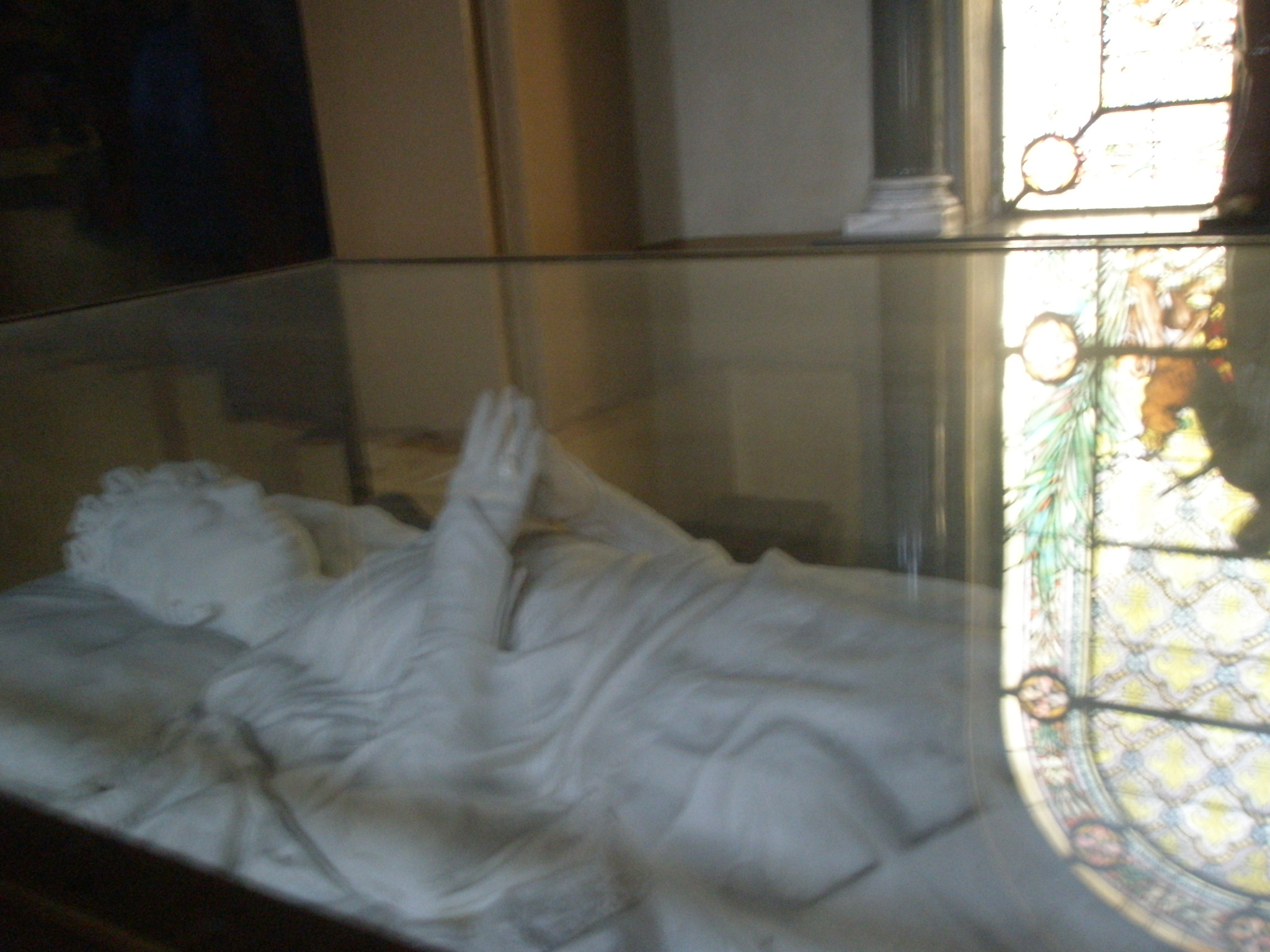
Саркофаг Марии Луизы